# Videoslots
Videoslots er et online casino. Selskabet ligger i Malta og blev grundlagt i 2011. Det er licenseret af Malta Gaming Authority,  Swedish Gambling Authority (Spelinspektionen),  og Gambling Commission of the United Kingdom. De Danske Spillemyndigheder (Spillemyndigheden). De Italienske Spillemyndigheder (ADM) og De Spanske Spillemyndigheder (DGOJ).

## Historie
Videoslots er et online casino med mere end 4.000 spilleautomater. Det er baseret på Malta og blev grundlagt i 2011. Grundlægger og administrerende direktør er Alexander Stevendahl. Teknologiske aktiver til PKR.com, en online pokeroperatør, blev købt af VideoSlots i 2017.
Videoslots Awards, selskabets første årlige prisuddeling, blev afholdt i 2017. I 2018 blev de officiel partner for Malta Handball Association.
Videoslots nåede et forlig på 1 mio. £ i bøder med den britiske Gambling Commission (UKGC) tilsynsmyndighed i 2018 for historiske mangler ved at "placere effektive beskyttelsesforanstaltninger" inden for deres kasinosystem.
| 2015 | Best Online Casino Award                          | Casinomeister                    | [ 17 ] |
| 2015 | Best Gaming Experience Award                      | Casinomeister                    | [ 17 ] |
| 2016 | Best Slots Operator Award                         | Gaming Intelligence Awards       | [ 18 ] |
| 2017 | Gaming Intelligence HOT 50 CEOs                   | Gaming Intelligence Awards       | [ 19 ] |
| 2017 | Compliance and Regulated Markets Idol of the Year | iGaming Idol                     | [ 20 ] |
| 2017 | Trusted Affiliate Award                           | GAFFG Awards                     | [ 21 ] |
| 2017 | Best Casino Award                                 | Casinomeister                    | [ 22 ] |
| 2018 | Best Slots Operator Award                         | 11th International Gaming Awards | [ 18 ] |
| 2018 | Best Casino Award                                 | Casinomeister                    | [ 23 ] |
| 2018 | Best Gaming Experience Award                      | Casinomeister                    | [ 24 ] |
| 2019 | Great Place to Work (Operator)                    | 12th International Gaming Awards | [ 25 ] |
| 2019 | Customer Service Idol of the Year                 | iGaming Idol                     | [ 26 ] |
| 2019 | Leader of the Year in Casino Operator             | SBC Awards                       | [ 27 ] |
| 2021 | Slots Operator of the Year                        | IGA Awards                       | [ 28 ] |
| 2021 | Casino Operator of the Year                       | SIGMA                            | [ 29 ] |

## Eksterne links
- Officielt websted